# Challet
Challet település Franciaországban, Eure-et-Loir megyében. Lakosainak száma 432 fő (2022. január 1.). Challet Tremblay-les-Villages és Berchères-Saint-Germain községekkel határos.

## Népesség
A település népességének változása:
| Lakosok száma | 210  | 331  | 356  | 401  | 435  | 434  | 433  | 433  | 431  | 432  |
|               | 1968 | 1982 | 1990 | 2006 | 2013 | 2015 | 2017 | 2019 | 2020 | 2022 |